# USA International Series 2018
Die USA International Series 2018 im Badminton fanden vom 7. bis zum 11. August 2018 in Orange statt.

## Sieger und Platzierte
| Disziplin    | Gold                            | Silber                                         | Bronze                     |
| ------------ | ------------------------------- | ---------------------------------------------- | -------------------------- |
| Herreneinzel | B. R. Sankeerth                 | Phillips Jap                                   | Sheng Lyu                  |
| Herreneinzel | B. R. Sankeerth                 | Phillips Jap                                   | Sattawat Pongnairat        |
| Dameneinzel  | Saya Yamamoto                   | Lauren Lam                                     | Megumi Taruno              |
| Dameneinzel  | Saya Yamamoto                   | Lauren Lam                                     | Isabel Zhong               |
| Herrendoppel | Joshua Hurlburt-Yu Duncan Yao   | Sattawat Pongnairat Ferdinand Sinarta Surbakti | Bruno Barrueto Mario Cuba  |
| Herrendoppel | Joshua Hurlburt-Yu Duncan Yao   | Sattawat Pongnairat Ferdinand Sinarta Surbakti | Vinson Chiu Sheng Lyu      |
| Damendoppel  | Akane Araki Riko Imai           | Annie Xu Kerry Xu                              | Esther Shi Angela Zhang    |
| Damendoppel  | Akane Araki Riko Imai           | Annie Xu Kerry Xu                              | Michelle Tong Josephine Wu |
| Mixed        | Joshua Hurlburt-Yu Josephine Wu | Sattawat Pongnairat Kerry Xu                   | Antonio Li Katie Ho-Shue   |
| Mixed        | Joshua Hurlburt-Yu Josephine Wu | Sattawat Pongnairat Kerry Xu                   | Vinson Chiu Angela Zhang   |